# Route CNFE n°I (Espagne)
La CNFE n°I est une ancienne route du réseau espagnol reliant Madrid et Saint-Sébastien à la frontière française par Irun, puis côté français à Hendaye sur la RN 10.
Sa longueur atteignait environ 485 km au niveau de la plateforme douanière d'Hendaye.

## Histoire
À la suite de l'application du programme Circuito Nacional de Firmes Especiales (C.N.F.E.) entre 1926 et 1939, il a été attribué à cet axe le n° I. Une longue antenne existait aussi sous ce même numéro mais entre San Sebastian et Santander, préfigurant en grande partie le tracé de la N-634 dans ce secteur, il en fut de même sur l'actuel tracé de la N-620 entre Burgos et Salamanque.
C'est d'ailleurs au même moment qu'elle a figuré parmi les principales routes de l'exode de réfugiés lors de la guerre civile d'Espagne. Dès la fin des hostilités, une partie de son tracé est devenu impraticable à tout véhicule.
Cette route devient la N-I dès 1939, à la suite de l'application du Plan Peña. Son numéro sera conservé jusqu'en 2005 ainsi que sur les portions encore non reconverties en voies rapides, lorsque le système de classement des axes fait l'objet d'une réforme.
Historiquement, il s'agit de la seule route espagnole affichant une numérotation identique au cours des deux programmes de modernisation.

## Parcours
| Points  | Destinations      | Bifurcation                              | km  |
| ------- | ----------------- | ---------------------------------------- | --- |
| France  | Bayonne / Hendaye | N 10                                     |     |
| Espagne |                   |                                          | 485 |
|         | Irun              |                                          | 480 |
|         | San Sebastian     | I - II dir. Bilbao                       |     |
|         | Vitoria-Gasteiz   |                                          |     |
|         | Burgos            | II dir. Santander I - IV dir. Salamanque |     |
|         | Aranda De Duero   |                                          |     |
|         | Madrid            |                                          | 0   |
|         |                   | III VII VIII IX XII XIII                 | 0   |